# Die betrogene Frau
Die betrogene Frau ist ein US-amerikanisches Stummfilmdrama aus dem Jahr 1925 von Millard Webb mit Irene Rich in der Hauptrolle. Der Film wurde von Warner Bros. produziert und basiert auf dem Roman My Wife and I von Harriet Beecher Stowe.

## Handlung
Stuart Borden verliebt sich in Aileen Alton, die sich nur für ihn interessiert, solange er Geld für sie ausgibt. Er häuft so viele Rechnungen an, dass sein Vater, obwohl Millionär, sich weigert, weitere zu bezahlen, woraufhin Aileen Stuart verlässt. Durch einen gemeinsamen Freund lernt Aileen Stuarts Vater kennen und hat ihn bald in ihren Fängen. Mr. Borden beginnt, seine Frau unter dem Vorwand der Geschäfte zu vernachlässigen, doch sie entdeckt zufällig einen Brief von Aileen. 

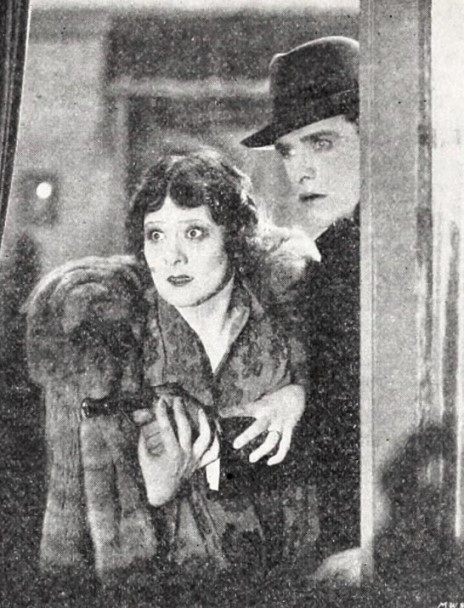
Filmszene mit Irene Rich und John Harron

Die Bordens feiern ihren 25. Hochzeitstag am Tag von Aileens Geburtstagsfeier, die verärgert ist, weil Mr. Borden nicht zu ihr kommen kann. Sie geht zum Haus der Bordens und verabredet sich draußen mit ihm für einen späteren Zeitpunkt. In der Zwischenzeit wartet Stuart, rasend vor Eifersucht, auf Aileens Rückkehr. Mrs. Borden hat gesehen, wie ihr Mann Aileen geküsst hat, und erklärt ihm, dass es so nicht weitergehen kann. Er sagt, dass er nach Europa gehen wird, und verabschiedet sich von Aileen. Stuart ruft Aileen an, die sich weigert, mit ihm zu sprechen. Er rennt mit einer Pistole hinaus, und Mrs. Borden folgt ihm. Sie kommt gerade noch rechtzeitig, um Stuart daran zu hindern, seinen Vater zu erschießen. Borden bittet seine Frau um Vergebung, und sie fangen wieder von vorne an.

## Veröffentlichung
Die Premiere des Films fand am 16. Mai 1925 in New York statt. 1926 kam er im Deutschen Reich in die Kinos.